# Raja (firma)
Raja Group je mezinárodní koncern s hlavním sídlem v Roissy u Paříže. Zabývá se prodejem obalových materiálů. V Evropě má zastoupení v 15 zemích. Zaměřuje se na výrobky z oblasti expedice, ochrany produktů, zasílání a výplňových materiálů. Spolupracuje jak s velkými mezinárodními společnostmi, tak s malými a středními podniky či s drobnými podnikateli.

## Historie
Společnost RAJA založili v roce 1954 Rachel Marcovici a Janine Rocher jako vCartons RAJA. Nejprve nabízela opakovatelně použitelné kartony. Nabídka společnosti byla dobře přijata a záhy rozšířena o další sortiment. Koncem 50. let činil roční obrat společnosti milion franků. V roce 1962 do společnosti přichází dcera Rachel Marcovici – Daniele Kapel-Marcovici. Významným krokem bylo vyjednání exklusivního zastoupení ve Francii pro polstrovaný obal. Výrobek původem z Německa byl pojmenován „polstrovaná obálka“ a pro představení veřejnosti byl se vzorky a ceníky rozesílán poštou. Tento první krok prostřednictvím pošty předznamenal budoucí směr katalogového prodeje společnosti RAJA.
Široké využívání plastických hmot v 70. letech 20. století umožnilo přijít na trh s novou řadou výrobků. V roce 1975 byl vydán první černobílý katalog a v roce 1978 získala RAJA ocenění Oscar de l’emballage za obálku Rajamousse. Téhož roku se stala Daniele Kapel-Marcovici obchodní a marketingovou ředitelkou a rozšiříla nabídku i prodej po celé Francii. Roku 1982 byla zvolena generální ředitelkou společnosti a základní prodejní taktikou se stal katalogový prodej. V roce 1990 změnila Daniele Kapel-Marcovici název z Cartons RAJA na RAJA a v roce 1992 získala společnost další cenu Oscar de l’emballage.[zdroj⁠?!]
Následujících deset let pracovala firma na zdokonalování organizace logistiky a rozšiřování distribučního centra v Gonesse. Hlavním cílem bylo získat první místo v obalových materiálech na celonárodní úrovni a zajistit rychlou dodávku zboží. V roce 1992 byl roční obrat 316 miliónů franků a počet zaměstnanců vzrostl na 190. O tři roky později vybudovala Raja nové distribuční centrum pro Francii sloužící zároveň jako evropské sídlo společnosti. Společně s ním vznikl i sklad o rozloze 42 000 m² a reklamní kancelář. Raja mezitím také rozvíjela své know-how v Evropě a do konce 90. let založila zastoupení v Beneluxu, Velké Británii a Německu. Od roku 2000 pak postupně ve Španělsku, Rakousku, Itálii, České republice a Švýcarsku.
V roce 2007 rozšířila firma svou působnost prostřednictvím RAJAfood také na potravinové obaly. Získala též L’Equipier, společnost pro dálkový prodej prostředků pro údržbu a čistotu a o rok později společnost Welcome Office, specializovanou na oblast internetového prodeje kancelářských potřeb. Zpočátku papírna vyráběla slámový papír (ze slámové buničiny rovněž vyráběné ve firmě), bílé a barevné hedvábné papíry a sinhalský papír.

## Obchodní politika
Obchodní politika firmy je postavena na konceptu dálkového prodeje obalů, obalových materiálů a balicích zařízení. Celý prodej je realizován pomocí čtyř distribučních kanálů – katalogů, internetu, telefonu a schůzek s obchodními zástupci. Katalogy jsou vydávány v rámci podniku a představují produkty a s nimi spojené služby. Vydávány jsou jak ve formě hlavního katalogu o cca 348 stranách, tak tematické prospekty z oblasti dárkového balení, exportu, pásek, obalové techniky atd. Společnost RAJA má certifikáty ISO 9002 a ISO 9001.

## Sortiment
Sortiment společnosti tvoří především krabice, boxy a kontejnery, poštovní obálky a krabice, pouzdra a tubusy, sáčky a různá příslušenství, výplňové materiály, lepicí pasky, lepidla a stahovací pásky, štítky a etikety pro signalizaci či značení, stretch fólie a palety, skladování, údržba a vybavení dílny, ochranné pracovní pomůcky, prostředky pro čistotu a údržbu, archivace a kancelářské potřeby, potravinové obaly, tašky a reklamní obaly.

## Ochrana životního prostředí
Společnost se angažuje v oblasti ekologie. Svůj postoj upevňuje zejména výběrem dodavatelů respektujících etická a ekologická pravidla, informovaností a školením, výběrem a ekologickým zpracováním materiálů, ekologickým provozem včetně využívání dešťové vody a zpracování odpadních vod apod.

## Vedlejší aktivity
Daniele Kapel-Marcovici založila v roce 2006 nadaci RAJA, která od svého vzniku podpořila již 51 projektů po celém světě. Cílem je převážně podpora projektů, programů a aktivit určených k podpoře žen v oblasti vzdělání, sociální a zdravotní péče a kultury.